# Dylan Holloway
Dylan Holloway (Calgary, Alberta, 23 de septiembre de 2001) apodado Hollywood, Dilly, Holler, Hollers o Holls, es un jugador profesional canadiense de hockey sobre hielo que se desempeña en la posición de extremo izquierdo en Edmonton Oilers, equipo de la National Hockey League (NHL).

## Carrera
Fue seleccionado en la primera ronda en la NHL Entry Draft de 2020. En 2021 hizo su debut profesional con el equipo Edmonton Oilers, donde lleva jugando tres temporadas.